# Демченко, Яков Михайлович
Демченко Яков Михайлович (14 февраля 1919, село Кайкулак, Токмакский район, Запорожская область, Украина — 19 декабря 1992) — советский военачальник, генерал-майор.

## Биография
Родился 14 февраля 1919 года в семье крестьянина-середняка Михаила Савича Демченко в селе Кайкулак Запорожской области, Б. Токмакский район. Национальность Украинец.
До Великой Октябрьской Социалистической революции семья занималась сельским хозяйством. Отец в годы Гражданской войны служил в частях Красной Армии и погиб в бою с белогвардейцами во время взятия Красной Армией Перекопа. В 1925 году мать, Акилина Демидовна Демченко, вторично вышла замуж за Кузьменко Савву Акимовича и в 1927 уехала на Донбасс. После Великой Отечественной войны проживали с родными по матери сёстрами: Екатериной, Анной и Валентиной в г. Чистяково, Донецкой области.
С сентября 1937 по сентябрь 1938 Яков Михайлович работал преподавателем в средней школе № 10, в 1938—1939 на Учебно-курсовом комбинате в г. Донецк (одновременно учился в педагогическом институте). 1 октября 1939 года призван на военную службу ВК г. Донецка. 23 февраля 1940 года принял присягу. До июня 1941 года был курсантом Астраханского стрелково-пулемётного училища Северокавказского Военного Округа. А с 10 июня стал командиром взвода, а фактически работал командиром пулемётной роты.

## В годы Великой Отечественной войны
С первых дней Великой Отечественной войны находился в должности командира пулемётной роты 285 сп 183 сд, 11-я армии, Северо-Западного фронта, участвовал в боях за Остров, Порхов, Старую Руссу. С 17 августа 1941 г. по 04 марта 1942 г. находился на излечении в ЭГ № 1743.
Первого мая 1942 года принял командование стрелковой, а затем танково-десантной ротой, мотострелкового-пулемётного батальона, 192 танковой бригады 61-й Армии Западного и Брянского фронта. В июне 1942 получил звание старший лейтенант, а 20 июля стал заместитителем командира батальона, мотострелкового-пулемётного батальона, 192 танковой бригады 61-й Армии Западного фронта.
Осенью 1942 года принят в члены ВКП(б). С 18 августа 1942 г. по 14 января 1943 г. обучался в Военной Академии им. М. В. Фрунзе. В феврале 1943 Якову Михайловичу было присвоено воинское звание капитан.
14 января 1943 г. — 27 марта 1943 г. ГУК НКО г. Москва.
27 марта 1943 — 24 апреля 1943 г. находился в распоряжении Военного Совета Западного фронта. После окончания ускоренного курса академии в марте-апреле 1943 года направлен для прохождения дальнейшей службы в 77 ГСП 26 Гвардейской Восточно-Сибирской Городокской Краснознамённой Ордена Суворова мотострелковой дивизии 11-я гвардейская армия западного фронта на должность начальника штаба полка. В должности начальника штаба дивизии в период с апреля по октябрь 1943 участвовал в наступательных боях на Жиздру и Карачев.
19 июля 1943. приказом по Западному фронту присвоено воинское звание майор. Командовал полком с октября 1943 года и до конца ВОВ с перерывом на излечение по ранению, участвовал в боях на Витебском и Идрицком направлениях в составе Прибалтийского фронта. В конце 1943 — в начале 1944 был дважды легко ранен. Оставался в строю.
В конце апреля 1944 года за недооценку политработы в полку и игнорирование политработников полка исключён из рядов ВКП(б) (реабилитирован не был) и приказом Командующего 11-й гвардейской армии отозван в его распоряжение.
23 июня 1944 года назначен на должность командира 247 гвсп 84-й гвардейской стрелковой дивизии 11-й гвардейской армии входившей в состав 3-го Белорусского фронта. Участвовал в наступательных боях с начала и до конца Белорусской операции.
В начале июля в боях на подходе к реке Неман был легко ранен. Оставался в строю. Осенью 1944 года участвовал в боях за Восточную Пруссию. 19 октября в боях на подступах к Гольдену был тяжело ранен (Левая рука и бедро).
В феврале 1945 года приказом ГУК МВС № 0264 от 09.02.1945 года было присвоено воинское звание гвардии полковник. 11 февраля 1945 г. женился на Коринфской Наталье Борисовне 1922 г.р. По выздоровлении возвратился в 247 гвсп 84-й гвардейской стрелковой дивизии 11-й гвардейской армии.
26 апреля 1945 года при взятии Пилау (Восточная Пруссия) был тяжело ранен. Находился на излечении до марта 1946 года в ЭГ г. Москва. По выздоровлении, в апреле 1946 года назначен для прохождения службы в Архангельский Военный округ в отдел боевой и физической подготовки на должность начальника 3 отделения (подготовка штабов).

## Послевоенные годы
8 мая 1946 г. родился старший сын Владимир Яковлевич Демченко. В 1948 родился второй сын — Игорь Яковлевич Демченко.
В 1948 году в связи с организационными изменениями назначен на должность начальника 1 отделения ОБ и ФП и в апреле 1951 года на должность начальника 2 отделения ОБ и ФП. В 1948 году закончил полный курс Академии имени М. В. Фрунзе (Заочный факультет). В 1951 году окончил с отличием вечерний университет марксизма-ленинизма.
С июля 1952 года член КПСС.
30 июля 1952 г. — 27 сентября 1954 г. — заместитель начальника боевой и физической подготовки Беломорского военного округа.
В 1953 году родился младший сын Олег Яковлевич Демченко.
27 сентября 1954 г — 28 декабря 1955 г. — заместитель командира 69 стрелковой дивизии Беломорского военного округа.
28 декабря 1955 г. — 4 июня 1957 г. — командир 65 стрелковой дивизии Северного военного округа.
4 июня 1957 г. — 3 сентября 1958 г. — командир 111 мотострелковой дивизии Северного военного округа.
3 сентября 1958 г. — 28 июля 1960 г. — слушатель Военной академии Генерального Штаба ВС СССР.
28 июля 1960 г. — 11 октября 1965 г. — заместитель командира 30 гвардейского армейского корпуса Ленинградского Военного округа.
Умер 19 декабря 1992 года.